# 美麗蛙鳚
美麗蛙鳚（學名：Istiblennius bellus），又稱美麗動齒鳚，為輻鰭魚綱鳚形目䲁科蛙䲁屬的一種，分布於西印度洋，從索馬利亞至南非納塔爾博利托灣、模里西斯、馬達加斯加、塞席爾群島；東印度洋聖誕島；太平洋萬那杜、紐埃、諾福克島、薩摩亞群島、塞班島、馬克薩斯群島等海域，深度0至3公尺，本魚體延長形，稍側扁，頭鈍短，雄魚頭頂具冠膜，雌魚無，無頸鬚，上下唇平滑，無犬齒，背鰭具缺刻，背鰭與尾柄相連，臀鰭不與尾柄相連，體側有7-8條不規則的深色帶，雌魚身上佈滿了小黑斑，背鰭硬棘12-14枚、背鰭軟條20-22枚、臀鰭硬棘2枚，臀鰭軟條20-22枚，體長可達16公分，棲息於沿岸潮間帶礁石潮池，遇到危險時會以一進一退的方式在潮池間跳躍，雌魚產附著性卵，雄魚有護卵行為，生活習性不明。